# Kaleidoscope (мини-альбом Coldplay)
| Совокупная оценка | Совокупная оценка |
| Источник          | Оценка            |
| ----------------- | ----------------- |
| Metacritic        | 63/100            |
| Оценки критиков   |                   |
| Источник          | Оценка            |
| AllMusic          | [ 4 ]             |
| The Guardian      | [ 5 ]             |
| NME               | [ 6 ]             |
| Pitchfork         | 5.8/10            |
| PopMatters        | [ 8 ]             |
| Rolling Stone     | [ 9 ]             |

Kaleidoscope — тринадцатый мини-альбом британской рок-группы Coldplay, выпущенный 14 июля 2017 года в качестве дополнения к седьмому студийному альбому, A Head Full of Dreams (2015).
Миниальбом получил номинацию на Грэмми в категории «Лучший вокальный поп-альбом».

## Предпосылки
21 ноября 2016 года Крис Мартин анонсировал название мини-альбома в официальном Твиттер-аккаунте. которое совпало с названием трека-интермедии в альбоме A Head Full of Dreams. Изначально релиз был запланирован на 2 июня, но позже было отложено без предварительного уведомления до 30 июня.
В сентябре 2016 группа The Chainsmokers поделилась двумя короткими роликами будущих песен с вокалом Криса Мартина через Snapchat.
19 апреля 2017 года группа впервые исполнила песню «All I Can Think About Is You» на гастролях в Токио.

## Синглы
22 февраля 2017 Spotify досрочно разместил рекламный баннер в верхней части главной страницы сайта с рисунком «Something Just Like This» с кнопкой «Послушать сейчас». Трек-лист альбома и песня «Hypnotised» были выпущены 2 марта 2017 года. «Hypnotised» стала первой опубликованной песней с мини-альбома. 7 июля 2017 года был выпущен «A L I E N S» (как благотворительный сингл).

## Оценка критиков
Kaleidoscope получил умеренно-положительные оценки. В NME отмечали: «Coldplay не просто штампуют гимны; на своём новом, наполненном сюрпризами, мини-альбоме они проверяют воды и наблюдают, что способно удержаться на плаву». Рецензент Allmusic заключил, что «в этих пяти треках Coldplay затрагивают различные современные тенденции в EDM, R&B и роке, не отказываясь от своей индивидуальности».

## Список композиций
| №  | Название                                                                | Автор(ы)                                             | Продюсер                   | Длительность |
| -- | ----------------------------------------------------------------------- | ---------------------------------------------------- | -------------------------- | ------------ |
| 1. | «All I Can Think About Is You»                                          | Крис Мартин Джонни Баклэнд Гай Берримен Уилл Чемпион |                            | 4:35         |
| 2. | «Miracles (Someone Special)»                                            | Мартин Берримен Баклэнд Чемпион                      |                            | 4:37         |
| 3. | «A L I E N S»                                                           | Мартин Берримен Баклэнд Чемпион Брайан Ино           |                            | 4:42         |
| 4. | «Something Just Like This (Tokyo remix)» (совместно с The Chainsmokers) | Эндрю Таггарт Мартин Берримен Баклэнд Чемпион        | The Chainsmokers DJ Swivel | 4:34         |
| 5. | «Hypnotised»                                                            | Мартин Берримен Баклэнд Чемпион                      | Rik Simpson Bill Rahko     | 5:55         |